# Pusté Úľany
Pusté Úľany (Hongaars: Pusztafödémes) is een Slowaakse gemeente in de regio Trnava, en maakt deel uit van het district Galanta.
Pusté Úľany telt 1.709 inwoners.

## Geboren
- Titus Buberník (1933-2022), voetballer